# Quinto Licínio Silvano Graniano Quadrônio Próculo
Quinto Licínio Silvano Graniano Quadrônio Próculo (em latim: Quintus Licinius Silvanus Granianus Quadronius Proculus) foi um senador e general romano nomeado cônsul sufecto em 106 com Lúcio Minício Natal. Entre 121 e 122, foi procônsul da Ásia e, durante seu mandato, escreveu uma carta ao imperador romano Adriano sobre os cristãos, mas a resposta foi recebida por seu sucessor, Caio Minício Fundano.